# Manta alfredi
Manta alfredi är en rockeart som först beskrevs av Johann Ludwig Gerard Krefft 1868.  Manta alfredi ingår i släktet Manta och familjen örnrockor. IUCN kategoriserar arten globalt som sårbar. Inga underarter finns listade i Catalogue of Life.